# Spoofing
Spoofing i informations- og kommunikationsteknologi er en form for svindel, hvor en person eller enhed forfalsker data for at efterligne en anden person eller enhed, ofte for at opnå uautoriseret adgang eller information.
Spoofing forekommer i forskellige teknologier. 
For Internettet er der flere forskellige spoofing-metoder.
Ved email-spoofing kan emailhovedet forfalskes til at angive en anden afsender end den egentligt afsender.
For wifi-enheder kan Media access control-adressen (MAC-adressen) spoofes.
I telefoni kan et telefonnummer overtages.
Spoofing med GPS-signalet er en mulighed.
Hvis en enhed baserer sikkerheden på forskellige former for biometri, for eksempel stemmegenkendelse eller ansigtsgenkendelse, kan en succesfuld spoofing resulterer i at svindleren får mulighed for login til en mobiltelefon. 